# Головнокомандувач армії США
Головнокомандувач армії США (англ. Commanding General of the United States Army) — найвища військова посада збройних сил США, яка надавалася керівнику сухопутних військ та офіцерам найвищого рангу армії Сполучених Штатів (і її попередниці Континентальної армії) до заснування у 1903 році посади начальника штабу армії Сполучених Штатів. Під час війни за незалежність США (1775—1783) титул звався Головнокомандувач Континентальної армії. У 1783 році титул було спрощено до Старшого офіцера армії Сполучених Штатів. У 1821 році титул було змінено на головнокомандувач армії Сполучених Штатів. Посада часто йменувалася різними варіантами, як-то «генерал-майор, командуючий армією» або «генерал-головнокомандувач».
З 1789 р. і до її скасування в 1903 р. посада головнокомандувача юридично підпорядковувалася військовому міністру; це було замінено створенням у 1903 році посади начальника штабу армії.

## Список Головнокомандувачів армії США

### Головнокомандувач континентальної армії
| # | Фото | В/звання Ім'я Роки життя                                   | В посаді       | В посаді       | В посаді         | Стисла біографія |
| # | Фото | В/звання Ім'я Роки життя                                   | Початок        | Кінець         | Час              | Стисла біографія |
| - | ---- | ---------------------------------------------------------- | -------------- | -------------- | ---------------- | --- |
| 1 |      | генерал Джордж Вашингтон (22 лютого 1732 — 14 грудня 1799) | 15 серпня 1775 | 23 грудня 1783 | 8 років 191 день | Американський державний діяч, перший президент Сполучених Штатів (1789—1797), батько-засновник США, головнокомандувач Континентальної армії, учасник франко-індіанської та війни за незалежність Північно-Американських штатів, творець американського інституту президентства. Також брав участь у квазівійні між США та Францією в 1798—1800 роках |

### Старші офіцери армії США
| #  | Фото | В/звання Ім'я Роки життя                                              | В посаді       | В посаді        | В посаді          | Стисла біографія |
| #  | Фото | В/звання Ім'я Роки життя                                              | Початок        | Кінець          | Час               | Стисла біографія |
| -- | ---- | --------------------------------------------------------------------- | -------------- | --------------- | ----------------- | --- |
| 1  |      | генерал-майор Генрі Нокс (25 липня 1750 — 25 жовтня 1806)             | 23 грудня 1783 | 20 червня 1784  | 180 днів          | американський воєначальник часів війни за незалежність. Генерал Континентальної армії, довірений радник Джорджа Вашингтона. Військовий міністр США (1789—1794) |
| 2  |      | майор Джон Дауті (25 липня 1754 — 16 вересня 1826)                    | 20 червня 1784 | 12 серпня 1784  | 53 дні            | американський офіцер часів війни за незалежність. Був найнижчою особою, яка коли-небудь служила старшим офіцером армії Сполучених Штатів |
| 3  |      | бригадний генерал Джошуа Гармар (10 листопада 1753 — 20 серпня 1813)  | 12 серпня 1784 | 4 березня 1791  | 6 років 204 дні   | американський генерал часів війни за незалежність. Учасник Індіанських воєн, зокрема Північно-західної індіанської війни |
| 4  |      | генерал-майор Артур Сент-Клер (23 березня 1736 — 31 серпня 1818)      | 4 березня 1791 | 5 березня 1792  | 1 рік 1 день      | британський та американський воєначальник. Служив у британській армії під час франко-індіанської війни. У роки війни за незалежність США став генералом, але втратив посаду після того, як здав форт Тікондерога армії Джона Бергойна. Після війни служив президентом Континентального Конгресу, в 1788 став губернатором Північно-Західної території. У 1791 році зазнав поразки від індіанців у битві, й відправлений у відставку          |
| 5  |      | генерал-майор Ентоні Вейн (1 січня 1745 — 15 грудня 1796)             | 13 квітня 1792 | 15 грудня 1796† | 4 роки 246 днів   | американський воєначальник, генерал-майор армії США, державний діяч і один із батьків-засновників Сполучених Штатів. Учасник Американської революції та Індіанських воєн. На чолі Легіону США брав активну участь в Індіанських війнах |
| 6  |      | бригадний генерал Джеймс Вілкінсон (24 березня 1757 — 28 грудня 1825) | 15 грудня 1796 | 13 липня 1798   | 1 рік 210 днів    | американський воєначальник, бригадний генерал армії США, політик і подвійний агент, який був пов'язаний з кількома скандалами та суперечками. Служив у Континентальній армії під час війни за незалежність США, але двічі був змушений піти у відставку. Двічі був старшим офіцером армії США, першим губернатором території Луїзіана в 1805 році і командував двома невдалими кампаніями на річці Святого Лаврентія під час війни 1812 року |
| 7  |      | генерал-лейтенант Джордж Вашингтон (22 лютого 1732 — 14 грудня 1799)  | 13 липня 1798  | 14 грудня 1799  | 1 рік 154 дні     | американський державний діяч, перший президент Сполучених Штатів (1789—1797), батько-засновник США, головнокомандувач Континентальної армії, учасник франко-індіанської та війни за незалежність Північно-Американських штатів, творець американського інституту президентства. Також брав участь у квазівійні між США та Францією в 1798—1800 роках                                                                                         |
| 8  |      | генерал-майор Александер Гамільтон (11 січня 1755 — 12 липня 1804)    | 14 грудня 1799 | 15 червня 1800  | 183 дні           | американський державний та політичний діяч, юрист, економіст, банкір та військовий, один із батьків-засновників США. Офіцер американської армії під час війни за незалежність США, згодом став першим державним скарбником США, і на цій посаді створив американську фінансову систему, заснував Партію федералістів |
| 9  |      | бригадний генерал Джеймс Вілкінсон (24 березня 1757 — 28 грудня 1825) | 15 червня 1800 | 27 січня 1812   | 11 років 226 днів | американський воєначальник, бригадний генерал армії США, політик і подвійний агент, який був пов'язаний з кількома скандалами та суперечками. Служив у Континентальній армії під час війни за незалежність США, але двічі був змушений піти у відставку. Двічі був старшим офіцером армії США, першим губернатором території Луїзіана в 1805 році і командував двома невдалими кампаніями на річці Святого Лаврентія під час війни 1812 року |
| 10 |      | генерал-майор Генрі Дірборн (23 лютого 1751 — 6 червня 1829)          | 27 січня 1812  | 15 червня 1815  | 3 роки 139 днів   | американський воєначальник, генерал-майор армії США, політик. Військовий міністр США (1801—1809). Учасник війни за незалежність США та війни 1812 року |
| 11 |      | генерал-майор Джейкоб Браун (9 травня 1775 — 24 лютого 1828)          | 15 червня 1815 | червень 1821    | 5 років 351 день  | американський воєначальник, генерал-майор армії США. Учасник Англо-американської війни |

### Головнокомандувачі армії США
| #                                   | Фото | В/звання Ім'я Роки життя                                                       | В посаді         | В посаді         | В посаді          | Стисла біографія |
| #                                   | Фото | В/звання Ім'я Роки життя                                                       | Початок          | Кінець           | Час               | Стисла біографія |
| ----------------------------------- | ---- | ------------------------------------------------------------------------------ | ---------------- | ---------------- | ----------------- | --- |
| 1                                   |      | генерал-майор Джейкоб Браун (9 травня 1775 — 24 лютого 1828)                   | червень 1821     | 24 лютого 1828†  | 6 років 268 днів  | американський воєначальник, генерал-майор армії США. Учасник Англо-американської війни |
| 2                                   |      | генерал-майор Александер Макомб (3 квітня 1782 — 25 червня 1841)               | 29 травня 1828   | 25 червня 1841†  | 13 років 27 днів  | американський воєначальник, генерал-майор армії США. Учасник Англо-американської війни |
| 3                                   |      | генерал-лейтенант (тимчасовий) Вінфілд Скотт (13 червня 1786 — 29 травня 1866) | 5 липня 1841     | 1 листопада 1861 | 20 років 119 днів | американський воєначальник, генерал-лейтенант (тимчасовий) армії США, дипломат і кандидат у президенти від Партії вігів. Учасник Наполеонівських, Американо-мексиканської війн, війни Чорного Яструба, Семінольських і Громадянської війни. Відомий своєю стратегією «Анаконда», яка допомогла завдати поразку Конфедерації                         |
| 4                                   |      | генерал-майор Джордж Макклелан (3 грудня 1826 — 29 жовтня 1885)                | 1 листопада 1861 | 11 березня 1862  | 130 днів          | американський воєначальник, генерал-майор армії США. Учасник Американо-мексиканської і Громадянської війн |
| Вакант (11 березня — 23 липня 1862) |      |                                                                                |                  |                  |                   | |
| 5                                   |      | генерал-майор Генрі Галлек (16 січня 1815 — 9 січня 1872)                      | 23 липня 1862    | 9 березня 1864   | 1 рік 230 днів    | американський воєначальник, генерал-майор армії Союзу (1861), Головнокомандувач армії й пізніше начальник штабу армії Союзу до кінця війни. Також відомий учений і юрист. Учасник Американо-мексиканської та Американської громадянської війн та один із головних командувачів Західного театру війни                                               |
| 6                                   |      | генерал армії Улісс Грант (27 квітня 1822 — 23 липня 1885)                     | 9 березня 1864   | 4 березня 1869   | 4 роки 360 днів   | американський політичний і військовий діяч, генерал армії США, полководець військ Півночі в роки Громадянської війни в США, 18-й Президент США. Учасник Американо-мексиканської та Громадянської війн |
| 7                                   |      | генерал армії Вільям Шерман (8 лютого 1820 — 14 лютого 1891)                   | 8 березня 1869   | 1 листопада 1883 | 14 років 238 днів | американський воєначальник, генерал армії США, полководець військ Півночі в роки Громадянської війни в США. Учасник Американо-мексиканської, Індіанських та Громадянської війн. За часи Громадянської війни очолював Марш до моря та Каролінську кампанію. Був командувачем під час Модокської війни, великої війни сіу 1876 року та війни не-Персе |
| 8                                   |      | генерал армії Філіп Шерідан (6 березня 1831 — 5 серпня 1888)                   | 1 листопада 1883 | 5 серпня 1888†   | 4 роки 278 днів   | американський воєначальник армії Союзу в роки Громадянської війни в США, генерал армії. Головнокомандувач армії США (1883—1888). Учасник Американської громадянської війни та війн США проти індіанців |
| 9                                   |      | генерал-лейтенант Джон Макаллістер Скофілд (29 вересня 1831 — 4 березня 1906)  | 14 серпня 1888   | 29 вересня 1895  | 7 років 46 днів   | американський воєначальник армії Союзу в роки Громадянської війни в США, генерал-лейтенант (1895). Військовий міністр США (1868—1869), головнокомандувач армії США (1888—1895). Учасник Американської громадянської війни та війн США проти індіанців                                                                                               |
| 10                                  |      | генерал-лейтенант Нельсон Майлз (8 серпня 1839 — 15 травня 1925)               | 5 жовтня 1895    | 8 серпня 1903    | 7 років 307 днів  | американський воєначальник, генерал-лейтенант армії США. Головнокомандувач армії США (1895—1903). Учасник Індіанських, Громадянської та іспансько-американської війн. Військовий губернатор Пуерто-Рико (1898) |